# Laurentius van Brindisi
Laurentius van Brindisi (Italiaans: Lorenzo da Brindisi)  (Brindisi, 22 juli 1559 - Lissabon, 22 juli 1619) was een Italiaanse pater capucijn.  Hij werd in 1881 heilig verklaard en in 1959 toegevoegd aan de lijst van kerkleraars. Hij heette eigenlijk Giulio Cesare Russo.
Lorenzo di Brindisi kwam als oblaat bij de Franciscanen Conventuelen te Verona. Hij studeerde theologie en filosofie in Padua en Venetië. In 1575 trad hij in bij de capucijnen en in 1582 werd hij tot priester gewijd. Laurentius was een begenadigd predikant.
In 1601 diende hij als de keizerlijke kapelaan voor het leger van keizer Rudolf II van het Heilige Roomse Rijk. Vervolgens leidde hij het leger tegen de Ottomaanse Turken tijdens de inname van Székesfehérvár.
Hij werd in 1602 minister-generaal van de Orde van de Minderbroeders Capucijnen. Daarnaast was hij pauselijk diplomaat, wat hem behalve naar Spanje (als nuntius en Portugal ook naar Oostenrijk en Tsjechië bracht. Ondanks zijn hoge functies behield hij de franciscaanse eenvoud. Laurentius schreef vele theologische verhandelingen, die pas in de 20e eeuw in druk verschenen.
Laurentius' zaligverklaring vond plaats in 1783. Hij werd heilig verklaard in 1881 door paus Leo XIII. Zijn verheffing door paus Johannes XXIII tot kerkleraar volgde in 1959.  21 juli is zijn kerkelijke feestdag.
Albertus de Grote · Alfonsus van Liguori · Ambrosius van Milaan · Anselmus van Canterbury · Antonius van Padua · Athanasius van Alexandrië · Augustinus van Hippo · Basilius de Grote · Beda Venerabilis · Bernardus van Clairvaux · Bonaventura van Bagnoregio · Catharina van Siena · Cyrillus van Alexandrië · Cyrillus van Jeruzalem · Efrem de Syriër · Franciscus van Sales · Gregorius de Grote · Gregorius van Narek · Gregorius van Nazianze · Hiëronymus van Stridon · Hilarius van Poitiers · Hildegard van Bingen · Ireneüs van Lyon · Isidorus van Sevilla · Johannes Chrysostomus · Johannes Damascenus · Johannes van het Kruis · Laurentius van Brindisi · Leo de Grote · Petrus Canisius · Petrus Chrysologus · Petrus Damiani · Robertus Bellarminus · Theresia van Ávila · Theresia van Lisieux · Thomas van Aquino